# Saint-Germain-du-Corbéis
Saint-Germain-du-Corbéis település Franciaországban, Orne megyében. Lakosainak száma 3648 fő (2022. január 1.). Saint-Germain-du-Corbéis Condé-sur-Sarthe, Alençon, Héloup és Arçonnay községekkel határos.

## Népesség
A település népessége az elmúlt években az alábbi módon változott:
| Lakosok száma | 3868 | 3833 | 3944 | 3798 | 3789 | 3780 | 3738 | 3693 | 3648 |
|               | 2013 | 2015 | 2016 | 2017 | 2018 | 2019 | 2020 | 2021 | 2022 |